# The Russian Campaign
The Russian Campaign är ett historiskt konfliktspel om östfronten under andra världskriget av den australiensiske spelkonstruktören John Edwards, utgivet av Avalon Hill 1974.  Spelet ansågs redan vid utgivningen vara innovativt för konstruktionen av konfliktspel och har haft en bestående klassikerstatus inom hobbyn. Det har återutgivits 1986, 2003 och en nyutgåva är planerad för 2019.